# Ромеро, Реджина
Реджина Ромеро (англ. Regina Romero; род. сентябрь 1974, Сомертон, Аризона) — американский государственный и политический деятель. С 2019 года является мэром Тусона, штат Аризона.

## Биография
Выросла в Самертоне, штат Аризона. Окончила среднюю школу Кофа в Юме и Аризонский университет. Затем окончила Школу управления им. Джона Ф. Кеннеди.
Работала директором в Центре биологического разнообразия. Три раза была членом городского совета Тусона, впервые будучи избранной в 2007 году.
В 2019 году участвовала в выборах мэра Тусона. Выиграла праймериз Демократической партии в августе 2019 года, победив сенатора штата Стива Фарли и разработчика Рэнди Дормана. После победы на праймериз её главным оппонентом на всеобщих выборах стал демократ Эд Акерли, выдвинувшийся как независимый кандидат с целью получить голоса консерваторов. Реджина Ромеро одержала победу на выборах.
Она стала первой в истории женщиной-мэром Тусона и первой латиноамериканкой-мэром после Эстевана Очоа, который занимал эту должность с 1875 по 1876 год.

## Личная жизнь
Замужем за Рубеном Рейесом, окружном чиновнике при члене Палаты представителей США Рауля Грихальвы. У пары двое детей.